# Grube Jacob
Die Grube Jacob ist eine ehemalige Eisen-Grube des Bensberger Erzreviers in Bergisch Gladbach. Das Gelände gehört zum Stadtteil Hebborn. Das Mutungsgesuch datiert vom 24. Februar 1853. Die Verleihungsurkunde stammt vom 5. Juli 1867 auf Eisen. In der Umgebung des Hebborner Hofs lag das Grubenfeld Jacob. Wenn man an der Einmündung der Straße Am Heidetor in die Odenthaler Straße ca. 50 m südlich in den kleinen Wald geht, sieht man mehrere größere Vertiefungen, die durch Steinbrucharbeiten entstanden sind. Dabei ist es auch zu Eisenerzfunden gekommen. Über die Betriebstätigkeiten ist nichts Näheres bekannt.